# Naubolus melloleitaoi
Naubolus melloleitaoi là một loài nhện trong họ Salticidae.
Loài này thuộc chi Naubolus. Naubolus melloleitaoi được Lodovico di Caporiacco miêu tả năm 1947.